# استفانیا لیما
استفانیا لیما (انگلیسی: Estefanía Lima؛ زادهٔ ۱۱ مهٔ ۱۹۸۹) بازیکن فوتبال اهل اسپانیا است.
وی همچنین در تیم ملی فوتبال زیر 19 سال Spain بازی کرده‌است.